# Metzgeria liaoningensis
Metzgeria liaoningensis là một loài Rêu trong họ Metzgeriaceae. Loài này được C. Gao mô tả khoa học đầu tiên năm 1981.